# ライトシュミット式望遠鏡
ライトシュミット式望遠鏡（ライトシュミットしきぼうえんきょう、Wright schmidt telescope ）は反射屈折望遠鏡の一形式である。
シュミット式望遠鏡は明るく写野が広く、スチグマートを満たし、天体観測に使用するようなF値では色収差もほとんどない優秀な光学系であるが、補正板の製作が困難、像面湾曲がある、全長が焦点距離の倍になる、焦点面の位置が取り扱いに不便であるなどの欠点もあり、これを軽減しようとして理論と実際の側面から盛んに研究が行われた。ライトシュミット式はそのうち有効とされ生き残った一つである。
アメリカ合衆国のF・B・ライトと、フィンランドのユルィヨ・バイサラは、補正板を主鏡に近づけ、焦点が補正板の中心と一致する場合について独立に研究し、主鏡を楕円の短軸を回転軸とした回転面、すなわち偏球面にするとアプラナートにできることを解明した。
ウィルソン山天文台でF1を試作したところ高次収差による像のボケが多くて失敗に終わったが、F3程度なら充分に役に立ちそうであることが分かった。
ニュートン式望遠鏡のように平面の斜鏡で焦点面を鏡筒外に取り出せば実際の使用に便利なので、市販されている製品はそのような形式になっている。主鏡を球面にした場合、明るさはF4程度、写野は4度程度までが実用の限界である。
像はやや甘く鏡を2枚使用するためコントラストもやや低いが、調整された状態では扱いが簡便である。ニュートン式望遠鏡との比較では視野が広めに取れ周辺像も極端な悪化をしない。ロールフィルムを使用できる。明るさ、写野の広さ、製作の難易、鏡筒の長さなど、長所についても短所についてもニュートン式望遠鏡とシュミット式望遠鏡の中間的存在であり、まずまずの写真を手軽に、また継続的に撮影したい人に向いている。写野周辺で極端な非点収差があり、フィルム面が傾いていると星像が放射方向や円周方向に伸びたりするため、光軸とフィルム面を直角にするスケアリング作業が非常に重要である。
眼視も可能ではあるが、日本特殊光学製25cmライトシュミットLS-25でもせいぜい通常の望遠鏡の10cm程度の分解能しかない。